# Ivón de Chartres
San Ivón de Chartres, nacido hacia 1040 y muerto alrededor del año 1116, fue un santo francés, uno de los personajes clave de la Querella de las Investiduras, el conflicto que enfrentó al papado y al Sacro Imperio.
Desde su Beauvais natal y procedente de una familia noble, marchó a estudiar primero a París y de ahí a la abadía de Bec del abad Herluin en Normandía, junto a Anselmo de Canterbury, para asistir a las clases de Lanfranco de Canterbury. En 1078, Ivón se convierte por deseo de su obispo en prior de los monjes de San Quintín de Beauvais y doce años más tarde obispo de Chartres. 
Ivón de Chartres fue un reputado especialista en derecho canónico. La Querella de las Investiduras fue el escenario que le supuso su renombre. La innovación de sus teorías fue la distinción entre el poder temporal y el espiritual. Sostuvo que las investiduras no eran un sacramento, por lo que podían ser otorgadas por un laico.
Ivón de Chartres establece una distinción entre la consagración episcopal y su encomienda de guía pastoral de todos los cristianos de la diócesis por un lado, y por otro la entrega de bienes o derechos de carácter temporal.
Ivón de Chartres fue igualmente uno de los grandes adversarios del rey francés Felipe I, por su repudio de la reina Berta de Holanda para casarse con Bertrada de Montfort.
Su fiesta se celebra desde 1570 el 19 de mayo, aunque no se sabe cuándo fue canonizado.